# 1000년대
1000년대는 1000년부터 1009년까지를 가리킨다.